# Liam (nome)
Liam  è un nome proprio di persona inglese e irlandese maschile.

## Origine e diffusione
Si tratta di una forma abbreviata di Uilliam o William, rispettivamente la forma irlandese e inglese del nome Guglielmo (nome germanico dal significato interpretabile come "elmo di volontà").
Fino al XVIII secolo il nome Liam era sconosciuto al di fuori dell'Irlanda; dopo la grande carestia irlandese oltre un milione e mezzo di irlandesi emigrò, il nome cominciò a diffondersi altrove. Sin dal XIX secolo è di fatto usata come forma irlandese di Guglielmo.
Nel 2018 è 1° nella classifica dei nomi più diffusi negli Stati Uniti e 85° nel Regno Unito. In tempi recenti è attestato anche in altre lingue, quali francese, olandese, tedesco e svedese.

## Persone

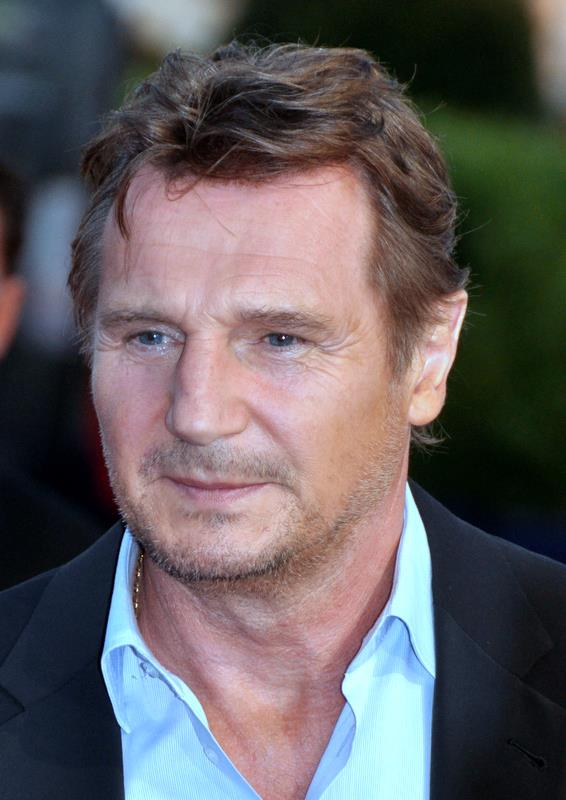
Liam Neeson

- Liam Brady, calciatore e allenatore di calcio irlandese
- Liam Cunningham, attore irlandese
- Liam Gallagher, cantautore inglese
- Liam Hemsworth, attore australiano
- Liam Neeson, attore e doppiatore nordirlandese
- Liam Payne, cantante britannico

## Il nome nelle arti
- Liam Mairi è uno dei personaggi della serie fantasy Fourth Wing, di Rebecca Yarros.
- Liam Spencer è uno dei personaggi della soap opera statunitense Beautiful.